# Diogo Castor de Mattos
Diogo Castor de Mattos (18 de junho de 1986) é um procurador da República do Ministério Público Federal (MPF) que ganhou notoriedade por integrar a força-tarefa do MPF na Operação Lava Jato, em Curitiba. Ingressou na composição inicial da força-tarefa da Lava Jato em abril de 2014, na época com 27 anos, sendo o mais jovem procurador do grupo. Foi professor de direito penal na Pontifícia Universidade Católica do Paraná (PUCPR). É filho do procurador de Justiça Delivar Tadeu de Mattos, falecido em 2007.
É mestre em função política do direito e doutor em direito penal econômico.

## Biografia
Nascido em família de classe média, Diogo Castor de Mattos estudou no Colégio Marista Santa Maria, depois no Colégio Dom Bosco em Curitiba. É graduado em Direito em 2009 pela PUCPR. Em 2009, foi estagiário do procurador Deltan Dallagnol, que em abril de 2014 o convidaria para integrar a equipe inicial da Operação Lava Jato, sendo o mais jovem do grupo. Ingressou na carreira pública em junho de 2011, aos 24 anos, tomando posse como procurador federal da Advocacia Geral da União (AGU).
Em julho de 2012, foi empossado promotor de justiça do Ministério Público do Paraná. Diogo Castor de Mattos, ao discursar em nome dos empossados, lembrou que o país tem 16 milhões de pessoas vivendo na miséria, e é justamente essa fatia de brasileiros que mais depende do Ministério Público para mudar sua realidade. Homenageou ainda seu pai, o procurador de Justica Delivar Tadeu de Mattos, falecido em 2007.
Em 18 de fevereiro de 2013 tomou posse como procurador da República, cargo que exerce até os dias atuais. 
Em 2014 foi representante do Brasil no Encontro Mundial de Peritos em tipologias de lavagem de dinheiro promovido pelo Grupo de Ação Financeira Internacional (GAFI).
É especializado em investigar crime organizado com curso na Itália. Crime Organizado. Università degli Studi di Roma Tor Vergata, UNIROMA, Itália.
Desde 2015 é mestre em Função Política do Direito pela Universidade Estadual do Norte do Paraná (UENP).
Desde 2024, é doutor em direito econômico pela Pontifícia Universidade Católica do Paraná (PUC-PR).
Antes de se tornar procurador do Ministério Público Federal, concurso em que passou duas vezes, passou por diversas promotorias do Ministério Público Estadual e trabalhou no município de União da Vitória defendendo o Ibama e o INSS como procurador federal da AGU.
Juntamente com o procurador Deltan Dallagnol, foi o idealizador dos projetos de leis que ficaram conhecidos com as Dez Medidas Contra a Corrupção do MPF. A ideia surgiu numa conversa em um supermercado próximo à sede da Procuradoria da República de Curitiba, em setembro de 2014. Mesmo contando com o apoio de mais de duas milhões de assinaturas, o pacote que visava o aprimoramento do combate à corrupção no país foi completamente desfigurado pela Câmara dos Deputados na madrugada do dia 29 de novembro de 2016.
Em meio a polêmicas envolvendo críticas do procurador a ministros do STF, Diogo Castor anunciou o seu desligamento da Operação Lava Jato em 5 de abril de 2019.
Em depoimento após sua prisão, o hacker Walter Delgatti Neto, responsável pela invasão do celulares de autoridades, afirmou que repassou ao jornalista Glenn Greenwald o conteúdo de conversas de telegram do procurador Diogo Castor. O hacker afirmou ainda que o afastamento de Castor da investigação estaria relacionado ao financiamento de uma campanha publicitária de apoio à Lava Jato. A versão não foi confirmada pelo procurador e pela Força Tarefa da Lava Jato.
Em julho de 2020, a sindicância aberta para apurar falta funcional do procurador Castor no caso do financiamento de uma campanha publicitária em favor da operação da "Lava Jato" foi arquivada pela subprocuradora da República Elizeta Maria de Paiva Ramos e corregedora-geral do MPF.
A apuração seria reaberta posteriormente pelo CNMP que discordou do arquivamento e classificou o ato como improbidade administrativa, recomendando a demissão do cargo.
Contudo, em decisão definitiva, o Tribunal Regional Federal da 4ª Região negou o pedido de demissão e manteve o procurador no cargo.

## Atuação na Lava Jato
Na Operação Lava Jato, Diogo Castor atuou em casos que levaram a prisão os ex-presidentes da Câmara dos Deputados, Eduardo Cunha e André Vargas e do ex-diretor de abastecimento da Petrobras, Paulo Roberto Costa.
Foi ainda o responsável pelas apurações da Operação Integração, que evidenciou um gigantesco esquemas de propinas envolvendo as concessionárias de pedágio que compunham o Anel de Integração do Paraná. De acordo com as diligências, as concessionárias de pedágio pagavam uma mesada de propina para políticos do governo do Estado para o fim de ter atendido seus interesses em exclusão da obrigação de realização obras por intermédio de aditivos contratuais fraudados.
As investigações levaram à prisão os presidentes das concessionárias de pedágio do Paraná na época, o ex-diretor geral do DER e o ex-governador do Paraná na 55ª fase da Operação Lava Jato. 
Com desdobramento das descobertas, as concessionárias envolvidas nos esquemas de corrupção confessaram a propina e firmaram acordos de leniência com o Ministério Público Federal e com outros órgãos de controle. Neles, as empresas acordaram o ressarcimento de aproximadamente R$ 1,2 bilhão aos usuários e aos cofres públicos com reduções tarifárias, realização de obras retiradas dos contratos e com a devolução de dinheiro ao Poder Público 
Como resultado do acordo, o trevo Cataratas em Cascavel com custo estimado em R$ 130 milhões pode ser construído e entregue à sociedade. Além disso, foram construídos 2 viadutos em Campo Largo, um viaduto em Castro, um viaduto em Piraí do Sul, 4 viadutos em Ponta Grossa e 30 km de duplicação da Rodovia do Café (Br 376).
Em 24/2/2022, as investigações da Operação Integração foram anuladas pelo Ministro Gilmar Mendes do STF sob o argumento de que deveriam ter sido processadas na justiça eleitoral. 
Depois de remetidas à Justiça Eleitoral, as investigações foram novamente anuladas, desta vez por decisão do min. Dias Toffoli em 19/12/2023 sob o argumento de que teria existido “conluio processual” entre acusação e defesa. Para isso, o Ministro se baseou em mensagens apreendidas com um hacker na Operação Spoofing. 

## Premiações
Em 24 de setembro de 2015, Diogo Castor foi um dos procuradores premiados pelo Global Investigations Review (GIR). O GIR é um portal de notícias consolidado no cenário internacional como um dos principais canais sobre investigações contra a corrupção e instituiu o prêmio para celebrar os investigadores e as práticas de combate à corrupção e compliance que mais impressionaram no último ano. Em seis categorias, foram reconhecidas práticas investigatórias respeitadas e admiradas em todo o mundo. A força-tarefa concorreu com investigações famosas como a do caso de corrupção na Fifa. Os países que disputaram o prêmio com o Brasil foram Estados Unidos, Noruega, Reino Unido e Romênia.
Em 1º de junho de 2016, juntamente com os demais procuradores da força-tarefa, foi premiado na sede da Justiça Federal, durante a abertura do 1.º Fórum Nacional de Administração e Gestão Estratégica da Justiça Federal (Fonage), o Prêmio Ajufe: Boas Práticas de Gestão para a Eficiência da Justiça Federal.
Em 3 de dezembro de 2016, juntamente com os demais procuradores da força-tarefa, recebeu o Prêmio Anticorrupção de 2016 da Transparência Internacional, uma das principais ONGs que atuam no combate à corrupção.

## Processo no TCU
O blog de esquerda The Intercept divulgou em reportagem de 30 de março de 2021 que o Ministério Público Federal remunerou o procurador da República Diogo Castor de Mattos com pelo menos R$ 373,6 mil em reembolsos por despesas de viagem, destinados ao trabalho da operação Lava Jato na própria cidade em que ele residia. O Procurador era lotado e declarava que morava em Jacarezinho, no norte do Paraná, porém, conforme a reportagem, residia na realidade em Curitiba.
Em sua defesa, o procurador alegou que o recebimento das diárias foi legal porque acumulou suas funções em Jacarezinho durante todo o período de trabalho na Força Tarefa, sendo a alternativa mais econômica para a Administração do que a remoção do procurador para Curitiba. Alegou ainda que as diárias foram consideradas legais por todos os mecanismos de controle interno do MPF. Ao final, o TCU absolveu o procurador em 10 de agosto de 2022 no bojo da Tomada de Contas Especial nº 006.470/2022-0

## Processo Disciplinar no CNMP
Em 18 de outubro de 2021, por seis votos a cinco, a maioria do Conselho Nacional do Ministério recomendou a demissão do integrante do MPF por suposta prática de improbidade administrativa violadora dos princípios da Administração Público.
De acordo com a o processo disciplinar, Diogo Castor de Mattos teria custeado um outdoor em homenagem à Operação Lava Jato de Curitiba. O cartaz mostrava imagens de nove procuradores, entre eles o próprio, e a frase: "Bem-vindo à República de Curitiba. Terra da Operação Lava Jato, a investigação que mudou o país. Aqui a lei se cumpre. 17 de março — 5 anos de Operação Lava Jato — O Brasil Agradece".
A defesa de Diogo Castor de Mattos afirmou que ele "se notabilizou por liderar investigações de desvios bilionários de verbas públicas que levaram dezenas de políticos e empresários à cadeia" e, em razão disso, "sofreu uma forte perseguição política".
Ao se manifestar, o procurador afirmou que a decisão era desproporcional e que iria recorrer.
Em editorial do 24/10/2021, o Jornal Gazeta do Povo destacou que em julgamentos anteriores no CNMP, inclusive que envolviam situações mais graves que a do outdoor bancado por Castor – como episódios de assédio moral e desvio de verbas –, o conselho não chegou a aplicar a pena máxima. Isso tornaria a demissão de Castor uma punição totalmente desproporcional, levando em conta não apenas o caso em si, mas a comparação com os precedentes estabelecidos pelo próprio CNMP.
Além disso, houve ainda uma possível irregularidade do procedimento disciplinar, que não obteve maioria absoluta dos votos que seriam necessários para demissão.
Assim,  Castor foi “escolhido” para servir de exemplo do rigor do órgão. Em outras palavras, um sacrifício humano para apaziguar os deuses do Congresso – e uma vítima ainda mais aprazível por ser um ex-integrante da Lava Jato, a operação de combate à corrupção de maior sucesso na história do país, e que muitos congressistas não querem ver repetida.”
A efetivação da demissão dependia de sentença judicial definitiva, sendo que a ação judicial relacionada ao caso não foi acolhida pela Justiça Federal.
Inicialmente, em novembro de 2023, a juíza Thais Sampaio da Silva Machado, da 1ª Vara Federal de Curitiba, negou ação que pedia a demissão do procurador alegando que "não há perfeita correspondência entre o ato constatado na esfera administrativa disciplinar e a descrição do ato de improbidade, pois a Lei 8.429/92 exige que o ato de publicidade seja custado com recursos do erário, ao passo que o outdoor foi contratado com recursos próprios do procurador”.
Desta decisão houve recurso. Em novembro de 2024, por unanimidade, o Tribunal Regional da 4ª Região confirmou a absolvição do membro do Ministério Público Federal, tendo esta decisão transitada em julgado em janeiro de 2025.
Na redes sociais, o ex-juiz Sergio Moro comentou o final do caso afirmando que: "encerrada, com lei e justiça, a perseguição política contra um dos procuradores da Lava Jato, Diogo Castor. Havia sido demitido pelo CNMP por ter custeado com recursos próprios um outdoor em favor da Lava Jato. Questionável, mas jamais causa de demissão", escreveu o ex-juiz. "Elogios ao MPF atual e à Justiça que não seguiram a sanha ilegal", completou.

## Ações judiciais contra fake news
Diogo Castor de Mattos ingressou com três ações judiciais de reparação de danos morais por publicações falsas e difamatórias a seu respeito na internet. Na última decisão, o blogueiro Robero Jose da Silva, conhecido como Zé Beto, foi condenado a indenizar o membro do MPF em R$ 12.000,00 por publicar notícias difamatórias em relação ao procurador.
Outras ações de Castor de Mattos tiveram sucesso. A primeira ação foi ajuizada contra o então deputado federal Josias Gomes (PT), que foi condenado em setembro de 2020 por divulgar notícias falsas relacionando o procurador a um suposto vazamento de diálogos da Lava Jato. A segunda sentença favorável ocorreu em agosto de 2023, quando a Terceira Turma do Juizado especial civil do Paraná julgou procedente o pedido do procurador movido contra a CNN Brasil, que foi condenada por divulgar notícias falsas que ligavam o procurador a suposta investigação ilegal de ministros do Superior Tribunal de Justiça (STJ).
Em 2025, o procurador ingressou com nova ação contra os responsáveis por inserir dados falsos e difamatórios na página do Wikipedia, mormente envolvendo um falso afastamento do cargo e supostas irregularidades no recebimento de diárias em que o procurador foi absolvido.